# Francesc Grau i Güell
Francesc Grau i Güell (Bañolas, España, 27 de septiembre de 1976) es un bloguero español, consultor especialista en reputación en línea y profesor en la UOC desde 2011 en el programa de Gestión de Empresas en un entorno digital. Desde el 2007, año que empieza su actividad como bloguero, se especializa en las áreas de identidad digital personal y corporativa, diplomacia digital y reputación en línea. Es colaborador activo habitual en proyectos vinculados con las tecnologías de la información y las personas, como el laboratorio de ideas STIC.CAT (2008) y la coorganización de los Premios Bloc Cataluña. Casado, es padre de un hijo.

## Biografía
Estudió en el Colegio Mosén Baldiri y Reixach de Bañolas.
Es Técnico Superior en Desarrollo de Aplicaciones Informáticas por el IES Montilivi, graduado en Comunicación y Relaciones Públicas, licenciado en Publicidad y Relaciones Públicas ambos por la Universidad de Gerona, y Máster en Comunicación Empresarial especializado en Nuevas Tecnologías por el IDEC-Universidad Pompeu Fabra de Barcelona.
En el 2002 gana el Premio Especial del Jurado en el Festival Internacional de Publicidad Drac (Barcelona) y en el 2004 crea la primera web divulgativa de Relaciones Públicas en idioma catalán. En diciembre de 2005, finalizados los estudios universitarios, abandona la empresa que había creado con su primer socio, crea la suya propia para dedicarse íntegramente a la comunicación digital y al mismo tiempo, trabaja para diferentes empresas del estado español. Desde el 2007 es fundador y articulista de la revista Empresarial Girona, y desde 2013 colaborador en la segunda revista digital de tendencias para iPad Unbreak – La revista que se mueve. En el 2010 presenta el concepto de Reputación 360° en el BarCampUIO de Quito (Ecuador), y se van sucediendo las ponencias y los artículos en este campo hasta desarrollar el concepto de Diplomacia en línea. En sus jornadas y conferencias se define como un defensor de la comunidad de Twitter.
Actualmente, es consultor estratégico de comunicación digital, vicepresidente de STIC.CAT y Vocal  de la Junta del Colegio de Publicitarios y Relaciones Públicas del área TIC de Cataluña. Citado habitualmente en artículos especializados en comunicación digital y herramientas de nuevas tecnologías en blogs de la Generalidad de Cataluña, blogs especializados nacionales, en periódicos y revistas como El País, La Vanguardia, Cinco Días, El Punt/Avui,, en programas de radio en Onda Cero en las revistas científicas Public Relations Review, y El Profesional de la Información (EPI) y también en medios audiovisuales como TV3. El blog BrandChats publicaba en diciembre de 2011 una lista que lo situaba en primera posición entre los más influyentes en Social Media de España, y PR Noticias le incluye en el 2013 entre los 25 mejores blogs de tendencias de comunicación de España. En el 2014 es incluido en la guía de expertos españoles 2.0 "Y este crack, ¿te suena?"

## Experiencias digitales mediáticas
Grau ganó un gran popularidad en internet en el 2009, cuando diariamente viaja en el tren de Gerona a Barcelona, empezando a tuitear con el hashtag #historias_renfe. Su visión de las pequeñas historias cotidianas como viajero y la forma de transmitirlas diaria y puntualmente a la misma hora, consiguió atraer la atención en septiembre de 2010 a más de 100.000 personas diarias, siendo a finales de ese año, la primera tuit-serie activa en Twitter con plataforma propia de consulta y votación que se ha mantenido a lo largo de los años.
En el 2009 es convocado por el gobierno norteamericano para asistir al primer encuentro de la historia de la agencia aeronáutica NASA, la Washington HeadQuarters, como representante de España, con usuarios de la red de todo el mundo (1st NASA Tweetup, 2009). Desde entonces colabora de forma activa en proyectos confidenciales
En el 2010, su notoriedad le conduce a tener presencia activa en iniciativas como el Consejo 2.0, el primer órgano independiente de soporte para una de las candidaturas del Fútbol Club Barcelona con características digitales, y que resultar ser la candidatura ganadora. El Consejo 2.0 sirvió para probar nuevas iniciativas de comunicación, y Grau realiza una entrevista por Twitter en tiempo real con el candidato Sandro Rosell que también es retransmitida por medios de comunicación escritos en línea. La entrevista supuso el origen de la posterior twittervista.
La twittervista ya como plataforma innovadora en la comunicación digital, se utilizó por primera vez en el debate digital de los candidatos de la Presidencia de la Generalidad de Cataluña en el año 2010. Organizada por STIC.CAT representa un primer formato inédito ya que los seis candidatos respondían los tuits dirigidos a cada uno de ellos al mismo tiempo, pero desde una aplicación en línea, el Twittervistic, que estructura y ordena el flujo de las entradas de preguntas y de las salidas de respuestas de cada uno de los candidatos. La plataforma presenta al usuario un visual en columnas multilaterales que le permite escoger al candidato y consultar en una sola interfaz las preguntas y respuestas que se realizan. La plataforma permite una cómoda experiencia de uso en cualquier tipo de nivel de usuario, y a la vez es compatible con el desarrollo de la comunicación política. Grau presenta, dinamiza  y crea una organización de comisarios en cada una de las sedes de los partidos políticos donde se encuentran los candidatos, que garantizan el correcto desarrollo de la acción. A pesar de que el formato pasa por dificultades técnicas, se consolida repitiendo la experiencia con los candidatos a la alcaldía de Gerona en el año 2011.

## Obra
Francesc Grau es autor del libro “Twitter en una semana” (2011) donde presenta como iniciarse en esta plataforma y entender la forma de estar presente en Internet y concretamente en Twitter. Conceptos como la privacidad en línea, la sociabilidad digital y las relaciones que se generan, son tratados por Grau desde la perspectiva de la huella digital que provoca y perdura, junto con el elevado nivel de exposición que los usuarios poseen en esta plataforma. En este sentido, un usuario que desee conseguir una buena identidad en línea, debe conocer como la comunidad digital acepta o no unas determinadas actitudes y comportamientos que fundamentan los principios de lo que denomina la diplomacia en línea: un conjunto de herramientas tecnológicas y recursos personales para poder ejecutar una actividad en línea global permanente, con el fin de construir relaciones win to win. La consolidación de estas relaciones comporta el crecimiento del individuo o la marca.
"Twitter en una semana", editorial Gestión 2000 - Grupo Planeta, ISBN 978-84-9875-176-5